# メン・イン・キャット
『メン・イン・キャット』（原題：Nine Lives）は、2016年制作のフランス・中国のコメディ映画。バリー・ソネンフェルド監督、ケヴィン・スペイシー主演。原題は英語のことわざ“A cat has nine lives.”（猫には9つの命がある。＝なかなか死なない、強運の持ち主）から。

## あらすじ
トム・ブランドは、仕事一筋で家庭を顧みない傲慢な大企業の社長である。
ある日、トムは妻ララから、娘レベッカの誕生日が迫っていることを知らされる。娘への誕生日プレゼントに困ったトムは、ララのアドバイスに従いレベッカに誕生日に欲しい物を尋ねたところ、猫が欲しいとねだられる。
猫嫌いのトムは、猫が欲しいという娘の要望を回避すべく、部下にアイデアを求めて会議を開催するが、猫のぬいぐるみや宮城県の田代島（猫の島として有名）などの案が挙がるも、要望どおりに猫を贈るべきとの結論となってしまう。
その帰り道、トムはしぶしぶ最寄りのペットショップに立ち寄り、店主のパーキンスから勧められた1匹の猫を購入する。
店を出る間際に部下から建設中のビルについての提案の連絡があり、天候が荒れる中、購入した猫と共にビルの屋上へ立ち寄る。屋上で部下から提案についての説明を受けるも口論となるが、その最中にビルに雷が落ち、その衝撃でトムは猫と共にビルから転落し、意識不明の重体になってしまう。
一方、猫は幸いにも無傷で、そのままペットとしてトムの家族に迎えられるが、実は転落の際、トムと猫の意識が入れ替わってしまっていた。
猫のトムは、家族に自分がトムであることを伝えられず悪戦苦闘、ついには猫らしからぬ珍行動を始めてしまう。
その頃トムの会社では、トムが意識不明であることを知った部下たちによる乗っ取り計画が着々と進行していた。

## キャスト
- トム・ブランド：ケヴィン・スペイシー（吹替：仲野裕）
- ララ・ブランド：ジェニファー・ガーナー（吹替：安藤麻吹）
- フェリックス・パーキンス：クリストファー・ウォーケン（吹替：立川三貴）
- レベッカ・ブランド：マリーナ・ワイスマン（吹替：竹内恵美子）
- マディソン：シェリル・ハインズ(吹替：髙梨愛)
- イアン・コックス：マーク・コンスエロス
- デヴィッド・ブランド：ロビー・アメル (吹替:こばたけまさふみ)
- ジョシュ：テディ・シアーズ
- その他の日本語吹き替え‐陣谷遥/矢野亜沙美/辻井健吾/高橋大輔

## 製作
2015年1月12日、バリー・ソネンフェルドが本作の監督に起用されたとの報道があった。28日にはケヴィン・スペイシーの出演が決まった。3月25日、マリーナ・ワイスマンの出演が決まった。31日、クリストファー・ウォーケンがフェリック・パーキンス役に起用されたとの報道があった。4月9日、ロビー・アメルとジェニファー・ガーナーの出演が決まった。13日にはマーク・コンスエロスが本作に出演すると報じられた。27日、タリサ・ベイトマンの起用が発表された。
本作の主要撮影は2015年5月4日に始まり、7月24日に終わった。

## 興行収入
2016年8月5日、本作は全米2264館で封切られ、公開初週末に624万ドルを稼ぎ出し、週末興行収入ランキング初登場6位となった。

## 評価
本作は批評家から酷評されている。映画批評集積サイトのRotten Tomatoesには56件のレビューがあり、批評家支持率は11%、平均点は10点満点で2.8点となっている。サイト側による批評家の見解の要約は「意地悪く論評するような真似はしない。しかし、論評する気も起きない。」となっている。また、Metacriticには16件のレビューがあり、加重平均値は11/100となっている。なお、本作のCinemaScoreはB+となっている。
インディワイアーのデヴィッド・エーリッヒは本作にD評価を下し、「猫には9つの命があるのかもしれないが、観客には1つの命しかない。こんな幼稚な作品に貴重な時間を浪費できない。一切れのパンに顔を近づけている猫のGIF画像を見ていた方が良い。そうすれば、チケット代20ドルと時間の節約になる。」と述べている。『ローリング・ストーン』のピーター・トラヴァースは星を一つも与えずに、「笑うところが全くない拷問のような87分間で、この映画は猫愛好家のほとんどを猫嫌いに変貌させるだろう」と評した。